# Benjamin Schulz (Autor)

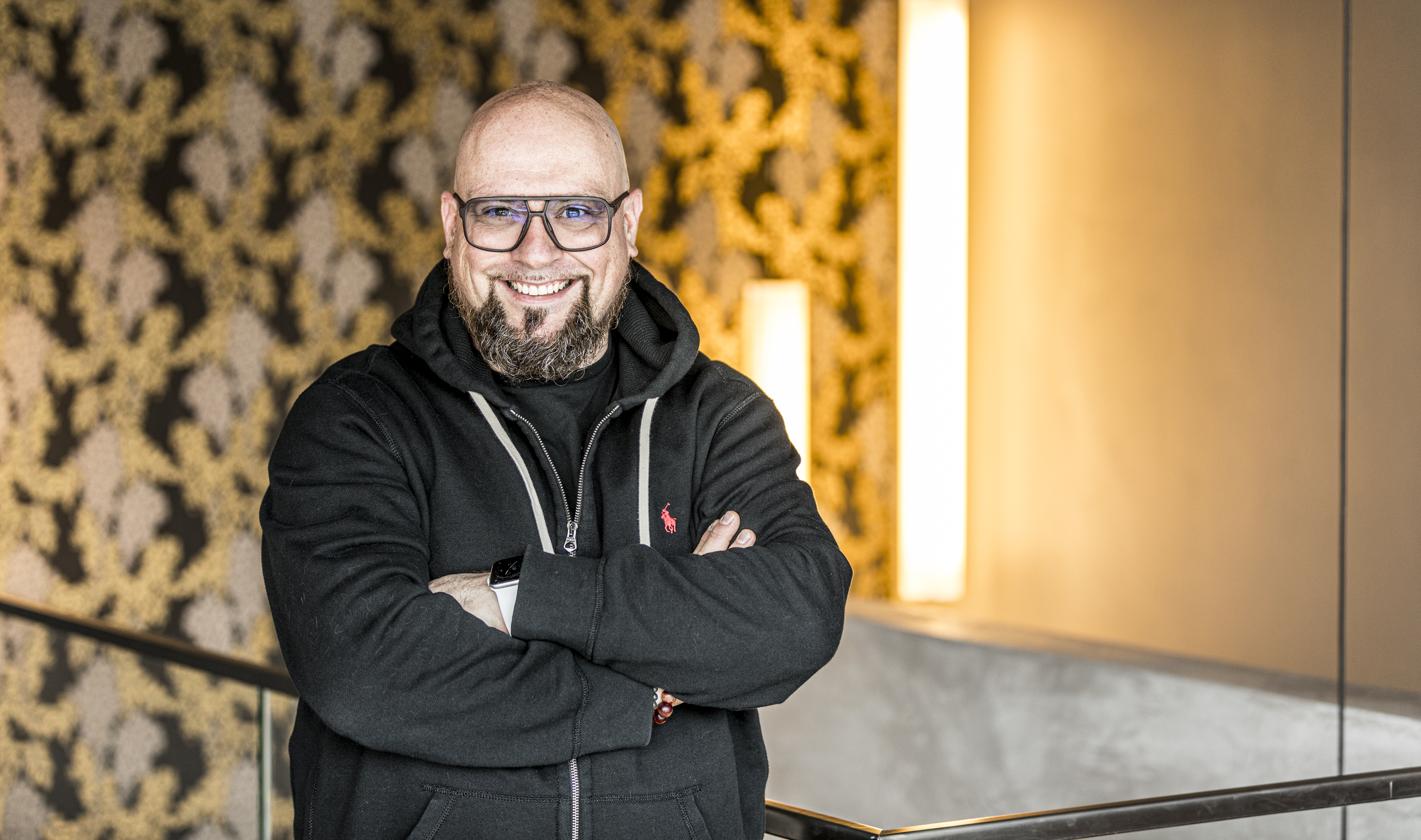
Benjamin Schulz (2021)

Benjamin „Ben“ Schulz (* 1979 in Hagen) ist ein deutscher Sachbuchautor.

## Werdegang
Schulz machte nach eigenen Angaben eine Ausbildung zum Mediengestalter mit Schwerpunkt Grafikdesign. Später gründete er mehrere Unternehmen. Als Vorstand leitet er das Unternehmen Ben Schulz & Partner AG. Über dieses berät er Geschäftsführer und Führungsteams vor allem von klein- und mittelständischen Unternehmen und Organisationen bei Themen wie Unternehmensleitbildentwicklung, Kulturwandel und Führungskräfteentwicklung. Schulz hält auch Vorträge und Workshops zu diesen Themen.
2011 begann Schulz als Sachbuchautor mit Schwerpunkt Personal Branding zu publizieren. Er gilt als einer der Pioniere dieses Bereichs und hat als Autor, Mitautor und Herausgeber an mehr als einem Dutzend Bücher gearbeitet. Das von ihm herausgegebene Handbuch Das große Personal Branding Handbuch aus dem Jahr 2020 gilt laut Coaching-Magazin als „Standardwerk in Sachen Personal Branding“.
Sein Buch Führungskräfte als Hoffnungsträger: Durch Selbstreflexion und adaptive Strategien in Krisenzeiten bestehen erreichte Anfang 2025 die Bestsellerliste des Spiegels (Kategorie Sachbuch Taschenbücher, Woche 6, 1. Februar 2025). Thema des Werkes sind Strategien für Führungskräfte in unternehmerischen und wirtschaftlichen Krisen.

## Schriften
- Marketing Heroes Never Die! Erfolgspower für Coaches, Trainer und Berater. Midas Management, Zürich 2011, ISBN 978-3-907100-39-4. Neuauflage: 2013, ISBN 978-3-907100-43-1.
- (Mitwirkender): Soul@Work: Kraftvolle Unternehmen, kraftvolle Führungskräfte, kraftvolle Mitarbeiter. Gabal, Offenbach 2015, ISBN 978-3-86936-631-9.
- 30 Minuten Personality. In 30 Minuten wissen Sie mehr! Gabal, Offenbach 2015, ISBN 978-3-86936-641-8.
- mit Edgar K. Geffroy: Goodbye, Mck…& Co. Welche Berater wir zukünftig brauchen. Und welche nicht. Gabal, Offenbach 2015, ISBN 978-3-86936-664-7.
- mit Edgar K. Geffroy: Erfolg braucht ein Gesicht. Warum ohne Personal Branding nichts mehr geht. Redline, München 2016, ISBN 978-3-86881-629-7.
- Artgerechte Bodenhaltung: Personal Branding für Coaches, Trainer & Berater. Werdewelt Verlags- und Medienhaus, Dillenburg 2016, ISBN 978-3-9818300-2-6.
- (Hrsg. mit Thomas Göller): Das Unternehmer Buch: Wertvolle Basics, Wissensvermittlung & praxisnahe Tipps für Solopreneurs. Werdewelt Verlags- und Medienhaus, Dillenburg 2016, ISBN 978-3-9818300-9-5.
- mit Martin Sänger: Unbesiegbar: Mit Vollgas in den Crash. Werdewelt Verlags- und Medienhaus, Dillenburg 2018, ISBN 978-3-9818957-6-6.
- mit Brunello Gianella: Wenn Turnschuhe nichts bringen. Der CEO-CODE für starke Führungskräfte. Frankfurter Allgemeine Buch, Frankfurt am Main 2019, ISBN 978-3-96251-058-9.
- (Hrsg.): Das große Personal-Branding-Handbuch. Campus, Frankfurt 2020, ISBN 978-3-593-51144-3.
- mit Irene Krötlinger, Daniele Gianella und Maximilian Koch: Handbuch – The Reiss Motivation Profile. Werdewelt Verlags- und Medienhaus, 2021, ISBN 978-3-9818957-7-3.
- Die neuen Unternehmer wirken! Personal Branding in Unternehmen für Inhaber und Top-Management. Werdewelt Verlags- und Medienhaus, 2021, ISBN 978-3-9821461-5-7.
- Führungskräfte als Hoffnungsträger: Durch Selbstreflexion und adaptive Strategien in Krisenzeiten bestehen. Remote Verlag, 2025, ISBN 978-1-960004-87-1.